# Das Kunstblatt
Das Kunstblatt wurde seit 1917 von Paul Westheim im Gustav Kiepenheuer Verlag in Weimar, ab 1918 Potsdam, herausgegeben und war bis zu seiner Einstellung 1933 eine der führenden Zeitschriften zur zeitgenössischen Kunst in Deutschland.

## Geschichte
Ein erstes Heft der Zeitschrift erschien im Verlag der Galerie von I.B. Neumann 1916. Ab Januar 1917 erschien Das Kunstblatt monatlich. Programmatisch hieß es auf dem Einband des ersten Heftes 1917: „Das Kunstblatt will der werdenden Kunst dienen.“ Das Kunstblatt war von Beginn an Sprachrohr des Expressionismus und dann aller nachfolgenden zeitgenössischen Kunstströmungen, die hier jeweils früh vorgestellt und diskutiert wurden. Hierbei kam des der Zeitschrift zugute, dass sie stets mit Abbildungen erscheinen konnte.
Programmatisch war bereits die Reihe der Autoren, die in den ersten Heften vertreten waren: Fritz Burger, Theodor Däubler, Gustav Friedrich Hartlaub, Wilhelm Hausenstein, Paul Erich Küppers, Max Raphael, Gustav Schiefler und andere. Später kam Kritiker wie Carl Einstein, Will Grohmann, Franz Roh, Alfred Salmony, Paul Ferdinand Schmidt und Willi Wolfradt hinzu. Auch programmatische Texte von Künstlern wie etwas George Grosz wurden immer wieder abgedruckt.
Westheim verstand Das Kunstblatt als Ort richtungweisender Debatten, z. B. über neue Kunststile oder Techniken, mit denen er in der Kunstpolitik der Weimarer Republik durchaus tonangebend war. Diese wurden bewusst kontrovers und in kritischer Auseinandersetzung mit der Tagespresse sowie mit anderen Kunstzeitschriften geführt.
Das Kunstblatt erschien 1926–27 bei der Akademischen Verlagsgesellschaft Athenaion in Potsdam und ab 1927 im Verlag Hermann Reckendorf, Berlin. Nach jahrelang gemeisterten wirtschaftlichen Schwierigkeiten musste die Zeitschrift angesichts der nationalsozialistischen Diktatur ihr Erscheinen mit dem Heft vom März 1933 einstellen. Der Verleger wurde enteignet, Westheim musste ins Exil flüchten.

## Ausstellungen (Auswahl)
- Junge Künstler, 1930
- „Kinder wollen spielen“, 1930
- „Gezeichnet oder geknipst?“ Portrait-Zeichnungen, -Grafiken und -Fotos, 1930